# Aero 1000
Aero 1000 (také Aero 20 HP) byl československý automobil, který vyráběla továrna Aero (Aero továrna letadel, Dr. Kabeš, Praha - Vysočany) v letech 1933 až 1934. Jedná se o méně úspěšný automobil z hlediska komerční úspěšnosti továrny Aero, avšak z hlediska úspěšnosti na závodních tratích a v soutěžích o jeden z nejúspěšnějších. Poprvé se v Československu vůz představil na 1. ročníku závodu 1000 mil československých (pražský autosalon se v letech 1932-33 kvůli krizi neuskutečnil), který se konal 10.-11. června 1933. V roce 1933 obsadila továrna Aero (3. místo) z hlediska počtu vyrobených automobilů v Československu 3. místo (1068 vozů). Překonala tak s modely Aero 662 a Aero 1000 i renomované výrobce Walter, Wikov, Čs. Zbrojovka a i Škodu (tehdy ASAP).

## Vznik a vývoj
Na jaře 1933 odstartovala továrna Aero novou ofenzívu na dobývání československého trhu s osobními automobily. Snížila výrazně ceny vyráběných automobilů (Aero 500 se prodával za 16600 Kč a Aero 662 za 19900 Kč) a současně představila nový model Aero 1000 s litrovým motorem. Kvůli zdanění (a pojistné sazbě) byl výkon motoru udáván továrnou na 13 kW/20 k (odtud Aero 20), avšak skutečný výkon dosahoval 19 kW/26 k. Pro své dynamické vlastnosti byl vůz nazýván jako "Aero litr - silniční štika". Jeho dvouválcový motor vznikl spojením dvou motorů z typu Aero 500. Úspěchy vozu Aero 662 v dálkových jízdách i závodech potvrdily, že zesílený podvozek plně vyhovuje, a nic tedy nebránilo použít do něj silnější, litrový motor.
Motor byl z iniciativy vedoucího výroby Josefa Baška vyroben složením dvou motorů Aero 500. Nechal zaformovat válec z pětistovky dvakrát vedle sebe a z této formy byl odlit dvouválcový blok. Podle takto vzniklého bloku se zkonstruovala skládaná klika. Motor tak měl úplně jinou stavbu než druhý dvouválcový motor z typu Aero 662.
Celkem bylo postaveno jen 236 exemplářů, a to v podstatě pouze v roce 1933 (v roce 1934 byl ve výrobě dominantní typ Aero 662, dobíhající výroba modelu Aero 500 a od dubna byla zahájena výroba Aera 30). Do současnosti se dochovalo přibližně 80 automobilů Aero 1000. Některé jsou vystaveny ve sbírkách historických vozidel (např. Muzeum motorismu Znojmo a Podbrdské muzeum Rožmitál pod Třemšínem) a také se s nimi lze setkat na krátkodobých výstavách či na soutěžích veteránských vozidel.
Koncem roku 1934 odešel z továrny hlavní konstruktér ing. Břetislav Novotný (konstruktér typové řady Aero 500/662/1000) a novým šéfkonstruktérem se stal ing. Zdeněk Michl, syn Viléma Michla, z motocyklové firmy Orion ze Slaného.

## Motor
Zážehový, kapalinou chlazený řadový dvouválec (R2), dvoudobý motor bez přeplňování, zdvihový objem válců 998 cm³ při vrtání 85,0 mm a zdvihu 88,0 mm. Při kompresi 5,2 podával výkon 19 kW (26 koní) při 2800 ot./min. S pohonem zadních kol a třístupňovou převodovkou dosahoval vůz maximální rychlosti až 100 km/h. Spotřeba paliva (směs lihobenzínu a oleje v poměru 40:1) byla kolem 9 l/100 km.
Klikový hřídel byl smontován ze dvou dílů. Litinový blok válců měl snímatelnou, ze speciální lehké slitiny vyrobenou hlavu. Používaly se karburátory dvojího provedení Amal s difuzorem 30 mm a Solex 30 UAHG s difuzorem 24 mm (později Jikov 30 LOH). Doprava paliva z nádrže o objemu 38 l ke karburátoru samospádem. Vodní chlazení motoru termosifonové s objemem nádrže 12 litrů. Startování elektrické Bosch 6V s mechanicky (nožním pedálem) vysouvaným pastorkem. Baterie: 6 V/40-45 Ah, dynamo: Bosch 6 V/70 W.

## Podvozek
Bezrámový podvozek, na kterém byla usazena samonosná ocelová karoserie. Kovaná přední náprava dostala i brzdy. Zadní náprava byla vyrobena z trubek a obě byly odpruženy podélnými čtvrteliptickými listovými péry. Třecí tlumiče pérování domácí výroby byly montovány pouze na přední nápravu.
Hnací síla se přenášela lehkým spojovacím hřídelem k zadní nápravě. U ní se spolu s rozvodovkou bez diferenciálu nacházela dosti neobvykle umístěná třístupňová převodovka. Hřebenové řízení vlastní konstrukce s odpruženou řídící tyčí mělo volant umístěno vpravo. Mechanická nožní brzda působila (bubnové brzdy) na všechna kola, ruční brzda brzdila pouze kola zadní nápravy. Vůz byl osazen širšími šestnáctipalcovými pneumatikami 4,75–5,25 x 16" na drátových kolech. Kola byla upevněna centrální maticí. Oproti předchozímu typu, z něhož pocházel v podstatě celý podvozek, došlo pouze k několika drobným úpravám (prodloužený rozvor, rozchod kol, brzdy na všechna kola atp.).
Přibližně 40 podvozků vozů Aero 1000 bylo v roce 1934 vybaveno karoserií roadster a motorem o zdvihovém objemu válců 750 cm³ s výkonem 16,2 kW/22 k. Tento motor byl převrtanou verzí motoru z Aera 662. Vůz byl označován jako Aero 750 a především byl využit pro testovací a závodní účely.

## Karoserie
Běžně se prodával dvoumístný otevřený roadster s nouzovým sedadlem (2–3) v odklopné zádi a s plátěnou sklápěcí střechou. Menší počet vozů byl dodáván jako čtyřmístný otevřený Sport nebo uzavřená "limuzína" pro 4 osoby. Roadster se prodával za 23900 Kč, čtyřmístná limuzína potom za 25800 Kč. Od Aero 662 se na první pohled odlišovalo širším podkovovitým chladičem se svislou lištou uprostřed a obloukovitou výztužnou trubkou mezi předními blatníky. Karoserie byl rozšířena o 100 mm, o stejnou hodnotu bylo širší i dvoumístné sedadlo pro řidiče a spolujezdce. Nejznámější variantou karoserie bylo speciální dvoumístné kupé Aero 1000 Special Coupe 1934. Tento vůz v úpravě Oldřicha Uhlíka (někdy se uvádí Josef Voříšek) byl téměř věrnou kopií (až na motor) předchozí Uhlíkovy kreace Aero 750 Sport Coupé z roku 1933. Pohledná aerodynamická karoserie vznikla pro Ottu Nimshause, který se s ní zúčastnil v roce 1934 závodu 1000 mil československých.

## Sportovní úspěchy
Pro sportovní a závodní verze vozů Aero 1000 byl motor vyšlechtěn různými speciálními úpravami a vylepšeními. Motor byl takto vyladěn na výkon 22,1 kW/30 k. Tento motor se potom uplatnil v komerčně nejúspěšnějším automobilu továrny Aero, v typu Aero 30. Pro sportovní účely třístupňová převodovka již nestačila, a proto si Aero objednalo přídavné převodovky od firmy Josef Walter a synové. Byly to redukce, které byly montovány ke spojovacímu hřídeli, takže řidič měl k dispozici 6 jemně odstupňovaných převodů. K řazení v tomto případě sloužily 2 řadicí páky.
V roce 1933 absolvoval Bohumil Turek na jaře a v létě s vozem Aero 1000 (Aero 20 HP) dálkové jízdy do Berlína, Benátek a Paříže. Na dálkovou jízdu z Prahy do Berlína (380 km) v polovině března spotřeboval 5:40 hod., do Benátek a zpět mu stačilo necelých 40 hodin. Na cestu do Benátek s redaktorem Štědrým vyrazili v sobotu ve 14 hodin, vykoupali se v moři a v pondělí před 8. hodinou ranní byli oba ve svých kancelářích. Jízdu z Prahy do Paříže urazil za 16,5 hodiny a při zpáteční cestě ji ještě o hodinu zkrátil na 15 a půl hodiny, což byl "neoficiální" československý rekord. Absolvoval ji v průměrné rychlosti 72 km/h.

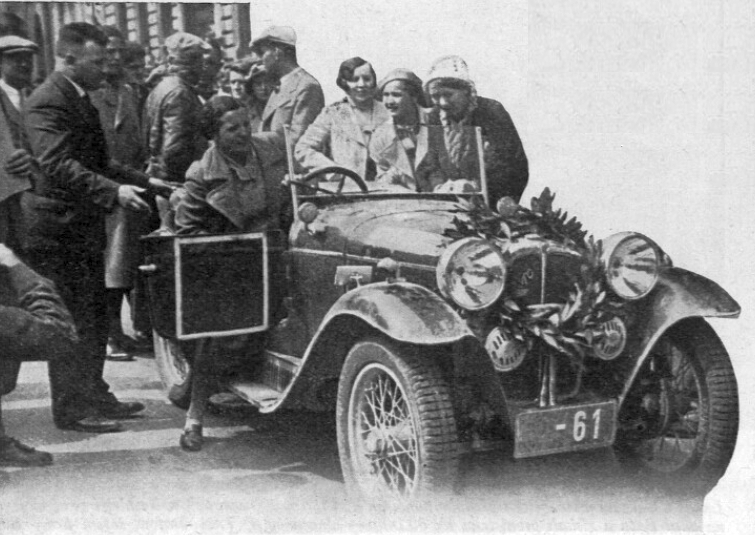
Ela Slavíková, Aero 1000, po dojezdu do cíle 1000 mil československých (1933)

První ročník závodu 1000 mil československých se jel 10. a 11. června 1933. Bylo do něj přihlášeno 60 automobilů, z nichž 57 odstartovalo do závodu. Nejpočetněji byla obsazena třída do 1100 cm³, kde startovalo i 8 vozů Aero 1000 a odstartovalo zde 20 posádek (klasifikováno 13, z toho 6 Aero 1000). Jednotlivé třídy startovaly po jednotlivých kategoriích hromadně v intervalech jedné hodiny. Továrny nasadily celkem 8 týmů značek Walter, Wichterle a Kovařík Prostějov (WIKOV), Čs. Zbrojovka Brno a Aero-Car-Club Praha, k cíli však dojely pouze 4 týmy, z nichž tým Aero-Car-Clubu Praha za celkové vítězství získal Cenu prezidenta republiky a Cenu ministerstva obchodu (vozy st. č. 47 Kafuněk, 58 Nimshaus a 60 Vitvar). V klasifikaci jednotlivých posádek v třídě do 1100 cm³ skončili St. Kafuněk (jednatel Aero-Car-Clubu)-E. Zöldner (st. č. 47) na 2. místě, M. Sochor-ing. Z. Michl 4. (st. č. 51), V. Liška-V. Vaněček 7. (st. č. 50) a Ela Slavíková s Antonínem Nahodilem na 8. místě (st. č. 49), za nimi na 9. místě Věra Vlčková-Vladimír Kavalier (st. č. 48) a ještě na 12. místě dojel Bohumil Turek s J. Pankrácem (st. č. 52). Posádka E. Slavíková – A. Nahodil na Aeru 1000 po opatrném začátku byla dosti vzadu, pak postoupili na konci druhé etapy na sedmé, přechodně na začátku čtvrté etapy až na páté, pak ale zase ve finiši klesli ve třídě až na osmé místo. E. Slavíková získala vedle mnoha jiných cen krásnou cenu věnovanou pořádajícím klubem „pro dámu, která se v 1000 mílích nejlépe umístí“. Favorit této třídy Turek měl již před Něm. Brodem (118 km) potíže se strojem, odpadnuv až na jedenácté místo, jež přechodně zlepšil na začátku druhé etapy na místo osmé; později ale zase laborováním na voze odpadl až na čtrnácté místo (Něm. Brod 914 km), ze kterého pak až do cíle (1593 km) postoupil už jen o dvě místa na 12. místo.
V Hradci Králové uspořádal Východočeský Auto Klub 6. července 1933 svůj první okruhový závod automobilů městem Hradec Králové. V kategorii automobilů s objemem válců do 1100 cm³ na 20 kol (35,4 km) obsadil B. Turek 2. místo před V. Liškou a St. Kafuňkem (všichni Aero 1000). Aero car club ve Staré Pace uspořádal 23. července 1933 na Krakonošově okruhu po patronátem městských rad v Jilemnici, v Nové a Staré Pace I. soutěž spolehlivosti a pravidelnosti automobilů Aero. Soutěžící okruh jeli celkem šestkrát, takže celková délka trati byla 204 km. Soutěžící byli rozděleni do tří kategorií: do 500 cm³ (Aero 500/10 HP), 750 cm³ (Aero 662/16 HP) a 1000 cm³ (Aero 1000/20 HP). Startovalo celkem 19 vozů, které všechny závod dokončily bez trestných bodů. Mezi účastníky byli i členové vítězného teamu o cenu prezidenta republiky ze závodu 1000 mil československých St. Kafuněk a Otto Nimshaus a ze zkušených jezdců také Vladimír Formánek. Také účastníci, kteří startovali poprvé, jako dr. Lankaš, Henn a Zdeněk Gina Hašler (syn Karla Hašlera), měli dobré výkony. Protože všichni účastníci dojeli bez trestných bodů a získali zlaté plakety, bylo o cenách rozhodnuto losem. Putovní pohár Staré Paky získal domácí team dr. Kašpar, Vančura, Buchar, ceny továrny Aero v kat. do 500 cm³ Leiner (Hradec Král.), do 750 cm³ dr. Lankaš a do 1000 cm³ Lukáš.
Koncem července (30.7.) se tyto vozy zúčastnily závodů na rychlostním okruhu ve Zlíně. Ačkoliv pršelo, měly závody hladký průběh a návštěvu přes deset tisíc diváků. Husté špalíry obsadily 6,82 km dlouhý okruh zlínskými ulicemi. V kategorii cestovních automobilů s objemem válců 750-1100 cm³ na 5 kol (34,1 km) startovalo 15 vozů, klasifikováno bylo 13. Bohumil Turek v této kategorii zvítězil v průměrné rychlosti 72,3 km/h (Aero 662). V třídě sportovních vozů do 1100 cm³ (10 kol, 68,2 km) zvítězil Vladimír Formánek před Ottem Nimshausem oba Aeru 1000. Kiki s Nimshausem toto pořadí (1. a 2. místo) zopakovali 6. srpna na 5. ročníku Stříbrného trianglu Československa, který se jel u Ždírce nad Doubravou. V nejsilněji obsazené třídě do 1100 cm³ na 10 kol (12 přihlášených) zvítězil Kiki na Aeru 1000 v čase 16:39,6 min před Nimshausem na stejném typu, Janem Kubíčkem a Jaroslavem Mandou (oba na Walter Junior S). Na XI. ročníku závodu do vrchu Ecce Homo, který se uskutečnil 10. září 1933, v cestovních vozech do 1000 cm³ zvítězil Mirko Sochor v čase 7:02,3 min a ve sportovních vozech do 1100 cm³ "Kiki" (pseudonym jezdce J. Novozámského) v čase 7:04,8 min. Sochor s cestovním vozem dosáhl lepšího času o 2,5 vteřiny než Kiki na sportovní verzi.

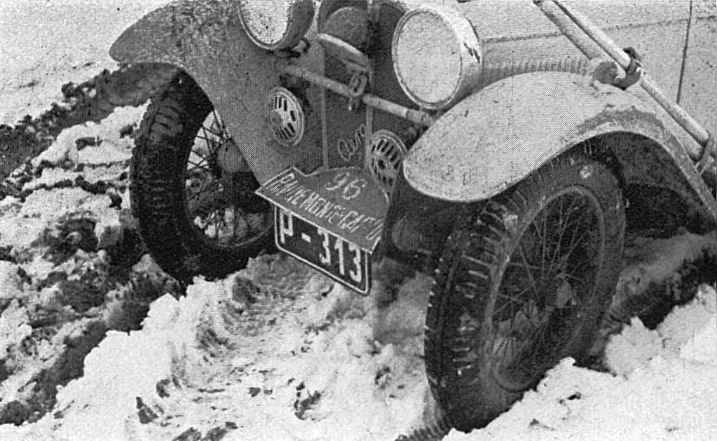
Aero 1000, Bohumil Turek, Rallye Monte Carlo (1934), obtížná cesta balkánskými silnicemi

Úspěšná sezóna 1933 byla zakončena 5. ročníkem závodu na Ostravském okruhu v Bělském lese 24. září. Tento okruh měřil jen kolem 2 km. Podnik byl navštíven 30 000 diváky (jiný zdroj uvádí dokonce 50 000), ale také při závodě došlo k několika vážným nehodám a ke zranění 16 diváků. I proto byly závody automobilů zkráceny na 5 kol místo původně plánovaných 10 kol. Ve sportovních automobilech do 1100 cm³ zvítězil Manda na Walter Junioru S před Kikim a Formánkem (oba Aero 1000). V závodních vozech do 1000 cm³ jezdci s aerovkami kompletně obsadili stupně vítězů v pořadí Wiedersperg, Kiki a Formánek.
Největší úspěch tohoto vozu zaznamenal Bohumil Turek na lednové soutěži XIII. Rallye Monte Carlo (20.-26.1.1934). Turek s Antonínem Nahodilem (st. č. 96) obsadili v celkovém pořadí 9. místo a v třídě do 1500 cm³ skončili na 3. místě. Přitom si ke startu zvolili nejtěžší trať a nejvzdálenější místo - Athény. Na rozdíl od ostatních účastníků přijeli do Athén po vlastní ose. Bez závažných problémů zvládli dalších 4000 km po balkánských zasněžených silnicích a dojeli do Monte Carla, kde se konaly finálové jízdní zkoušky. Druhý vůz Aero 1000, se kterým startoval Vladimír Formánek z Bukurešti (st. č. 95), do cíle v Monte Carla bohužel nedojel.

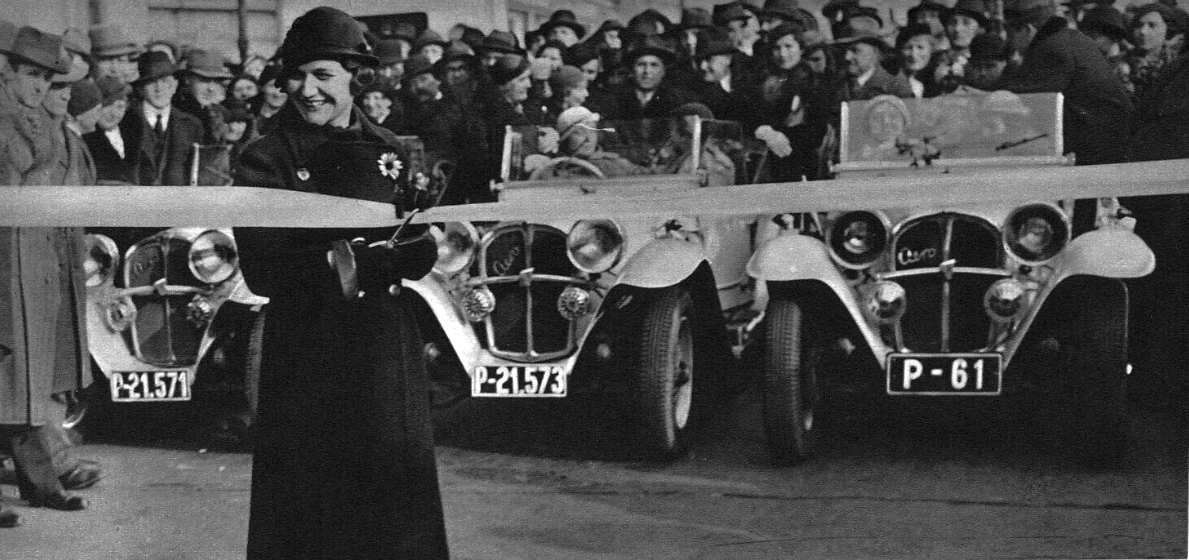
Eliška Junková přestřihává startovní pásku Modrému týmu (1934)

Počátkem roku 1934 se uskutečnila i jízda „Modrého týmu“ na vozech Aero 1000. Šest statečných žen usedlo do svých automobilů a vypravilo se 24. února na dálkovou expedici. Jejich cílem se stala severní Afrika, Alžírsko a Maroko. Do Prahy se vrátily 6. dubna. Výpravu pro šest mladých žen zorganizoval průkopník automobilismu a dalekých automobilových výprav František Alexander Elstner (mj. autor knihy Aero, malý vůz na velké cesty), ale iniciátorkou projektu byla Eliška Junková. Od podzimu 1933 pracovala v obchodním oddělení dodávek pneumatik u firmy Baťa. V rámci propagace navrhla vedení automobilky Aero netradiční výpravu na africký kontinent. Za volant tří aerovek s pneumatikami Baťa usedly zkušené řidičky: Ela Slavíková, Věra Vlčková a Zdenka Veselá, které patřily k vynikajícím a ostříleným českým motoristkám. Zbytek týmu tvořily Elstnerova manželka Eva, sestra mechanika Eliška Kavalierová a Helga Martenová, manželka filmového režiséra a producenta, který výpravě poskytl kameru a filmový materiál. Posádky vozů tvořily následující dvojice – Eva Elstnerová a Ela Slavíková, Zdenka Veselá a „Iška“ Kavalierová, Věra Vlčková a Helga Martenová. Pánové Elstner a Vladimír Kavalier přijali role servisních mechaniků ve čtvrtém voze. Z Prahy vedla trasa přes Štrasburk, Marseille, Alžír, Fes, Casablancu, Tiznit, Ceutu, Gibraltar, Madrid a Paříž zpátky do československé metropole. Dámy nevybíraly jen nejkratší či nejjednodušší cestu. Našly prostor a sílu na projetí pohoří Atlas či návštěvu pouště u města Tiznit, oázy Bou Saâda na severu Alžírska atd.
Ela Slavíková na stránkách společenské revue Měsíc popsala cestu takto: „Pustily jsme se na Aerovkách trochu do světa, chtěly jsme dokázat, že dovedeme zdárně podniknout a dokončit i velký a zodpovědný podnik, chtěly jsme dokázat kvalitu československého automobilu. Krátce — jely jsme propagovat Československo. Nejely jsme za romantikou, nejely jsme lámat rekordy. Jestliže jsme se svými Aerovkami přejely téměř nesjízdný Vysoký Atlas, nemusí být Modrý team ještě považován za expedici sportovní. Nežádaly jsme uznání nebo obdivu, netoužily jsme po sensacích ani po slávě. Byly jsme přijaty všude velmi přátelsky a mile. Zájem a obdiv nás samozřejmě těšil, ne však tak osobně, spíše jako vědomí poctivě a dobře vykonané propagační práce pro Československo.“
V závodě 1000 mil československých v červnu 1934 startovalo i dvoudveřové dvoumístné kupé Aero 750 Sport Coupé vyrobené karosárnou Uhlík s dvoudobým motorem o zdvihovém objemu 998 cm³ (vrtání 85,0 mm, zdvih 88,0 mm) vpředu a pohonem zadních kol. Zážehový, kapalinou chlazený řadový dvouválec (R2), dvoudobý motor měl kompresi 6,0, karburátor Amal, bez přeplňování, výkon 20 kW (27 koní) při 3000 ot/min, mechanická třístupňová převodovka, rozvor náprav 2280 mm, rozchod kol 1050/950 mm, hmotnost 590 kg, maximální rychlost 120 km/h. Posádka s Otakarem Nimshausem za volantem však musela závod 1000 mil v půlce vzdát.

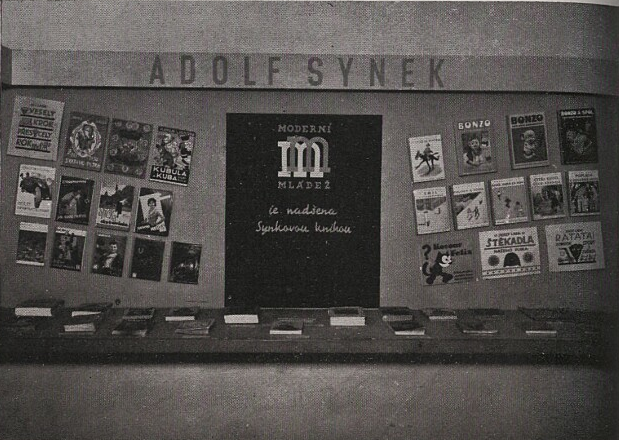
Synkovy moderní dětské knihy (1934), kniha Stáňa se učí automobilistou v prostřední řadě zcela vlevo

## Zajímavosti
Dvoumístný roadster si zahrál v roce 1934 ve filmu Hej rup! Jiří Voskovec a Jan Werich se snažili tuto aerovku zachránit před blížícím se, nikým neovládaným, parním válcem. Vůz skončil zaválcován pod povrchem silnice až do úrovně horní části předního skla (to zůstalo po přejetí válcem nepoškozené). V pražském nakladatelství Adolf Synek vyšla před válkou knížka pro mládež "Stáňa se učí automobilistou". Napsal ji Jaroslav Jezdinský a ilustroval Zdeněk Guth. Populárně naučnou formou seznamovala s konstrukcí a obsluhou automobilu, přičemž převážně vycházela z konstrukce malých vozů Aero. Na titulní stránce byla použita kolorovaná fotografie vozu Aero 1000 (Aero 20 HP).

## Galerie

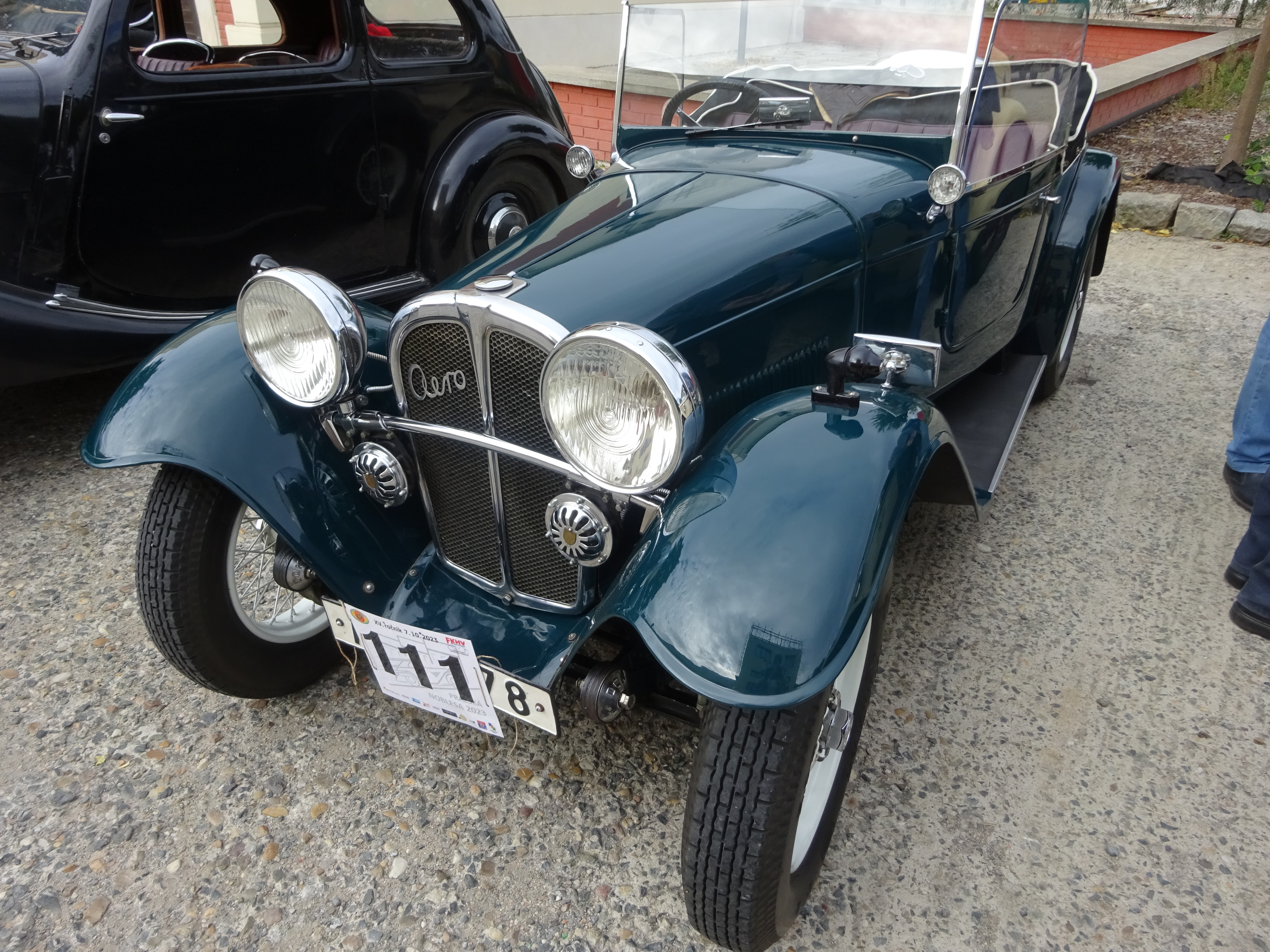
Aero 1000, roadster (1933) na Pražské noblese 2023
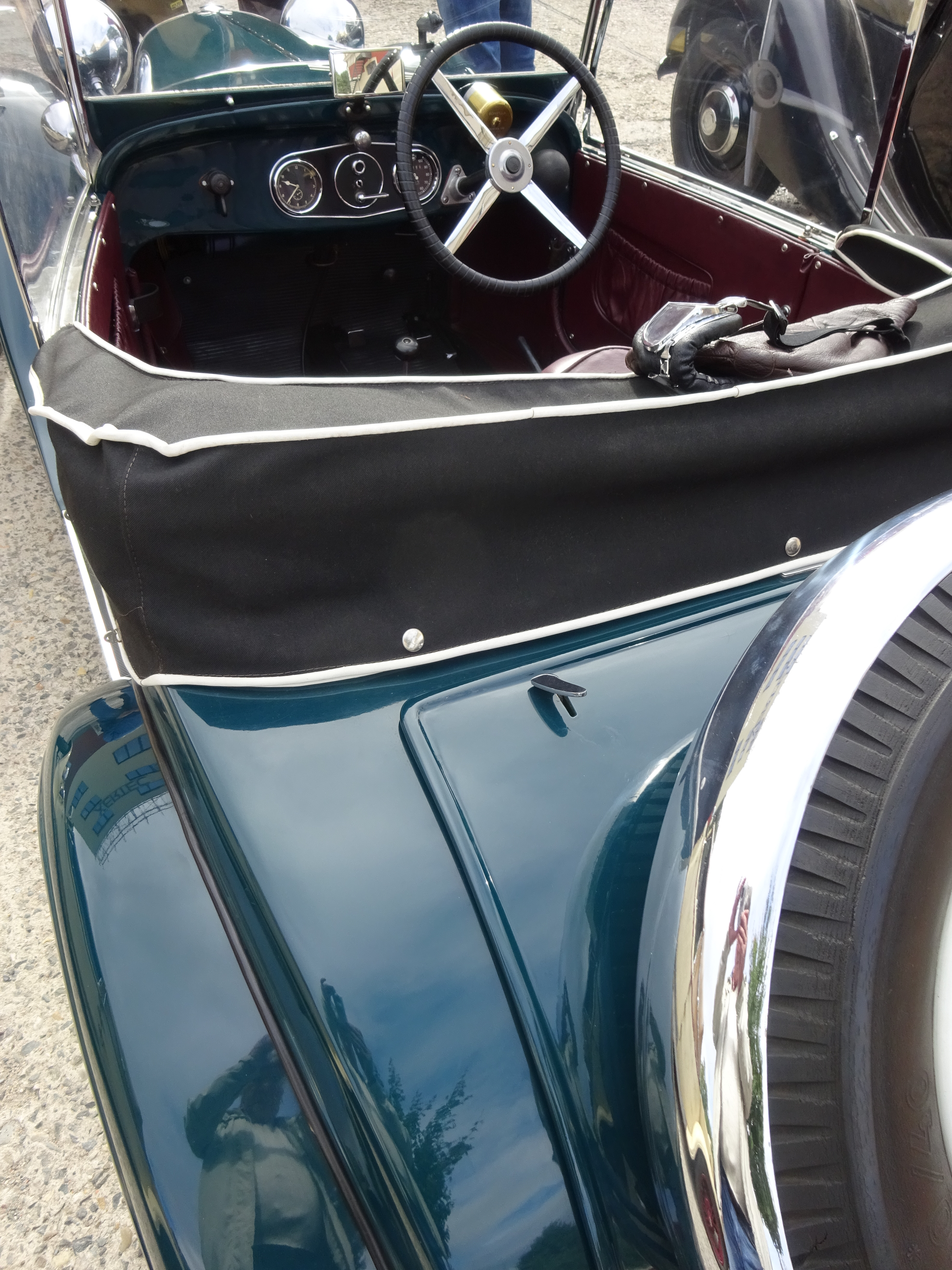
Aero 1000, roadster (1933), pracoviště řidiče
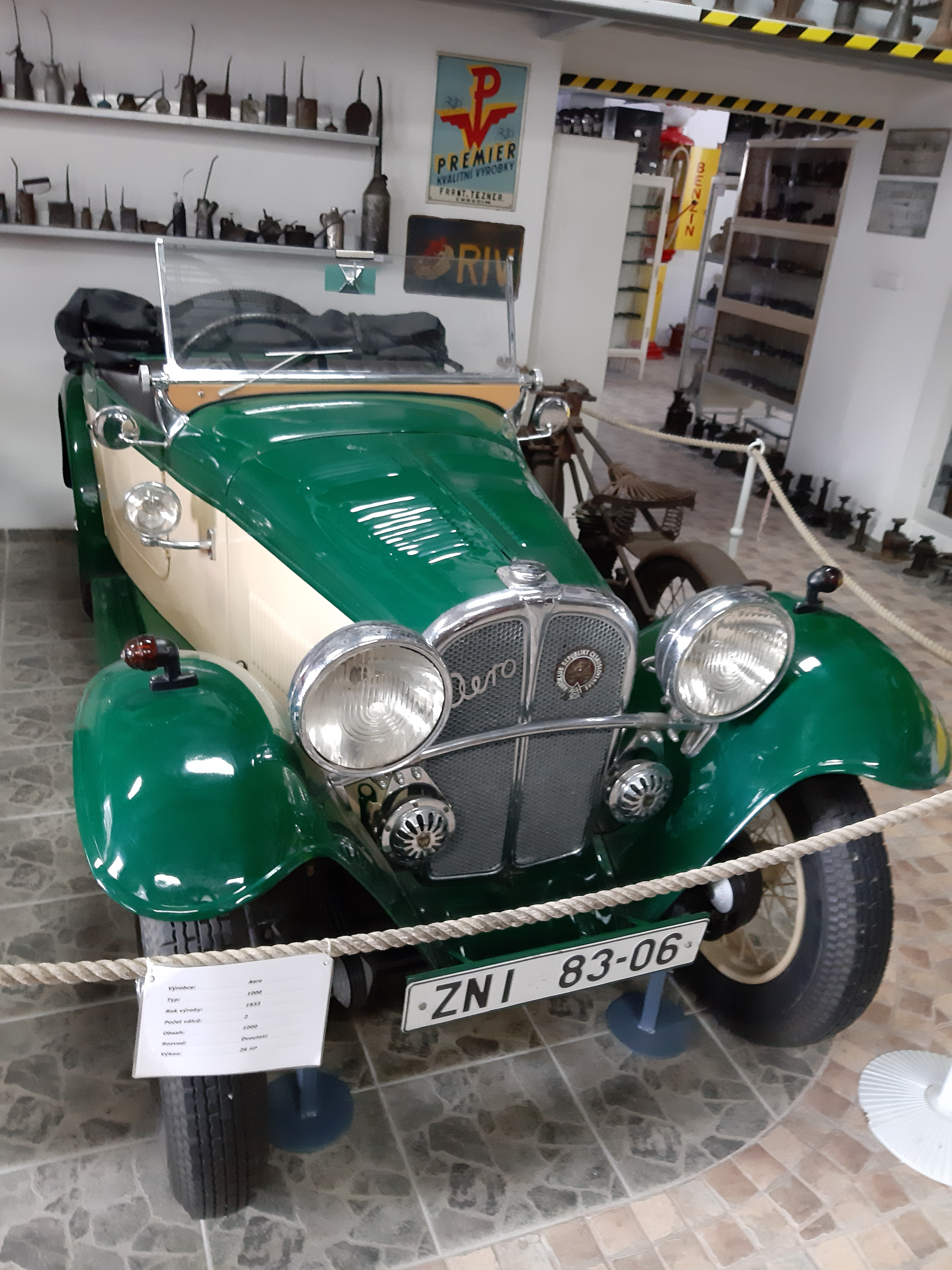
Aero 1000 (1933), Muzeum motorismu Znojmo 2021
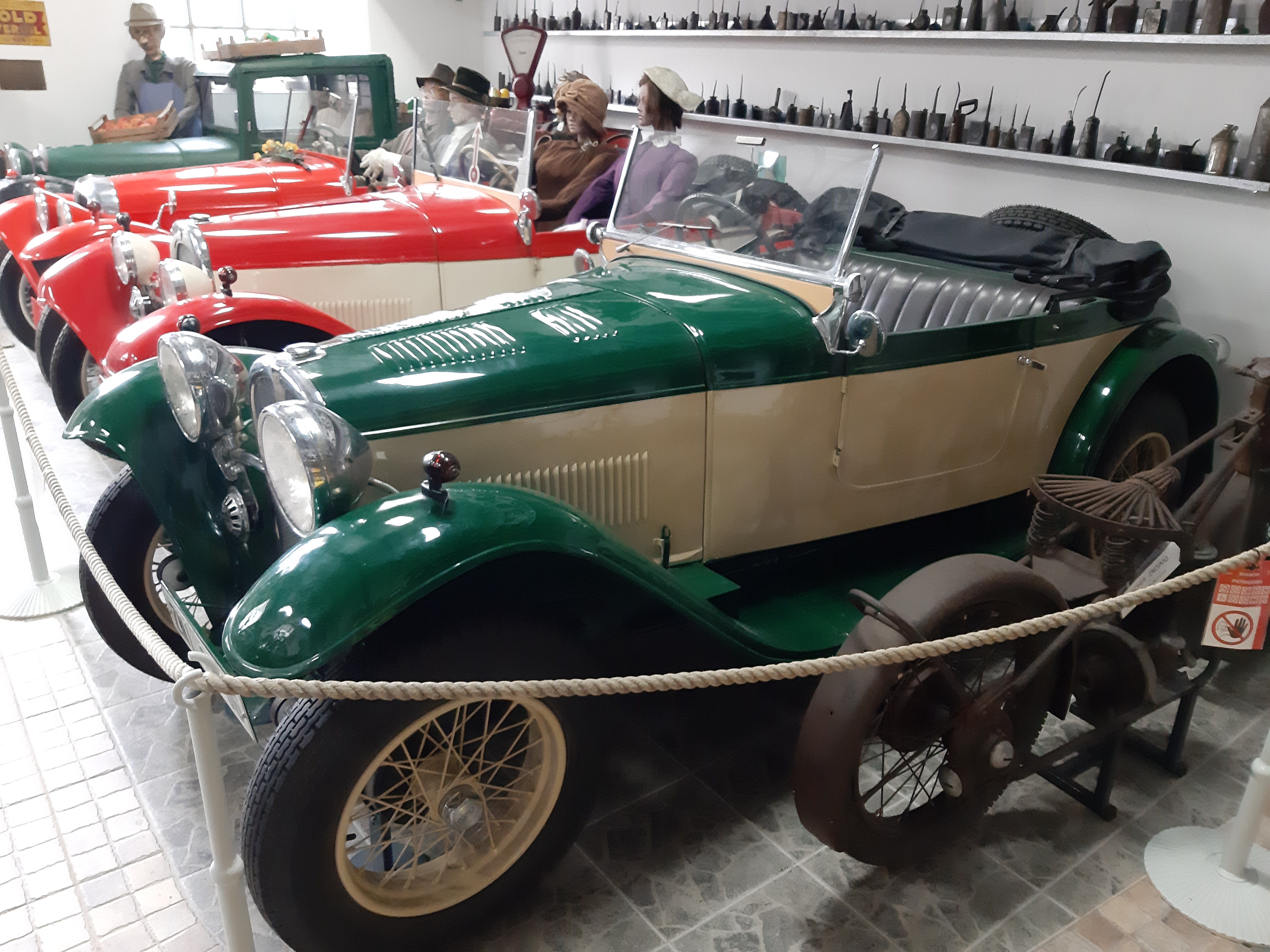
Aero 1000 (1933), Muzeum motorismu Znojmo 2021
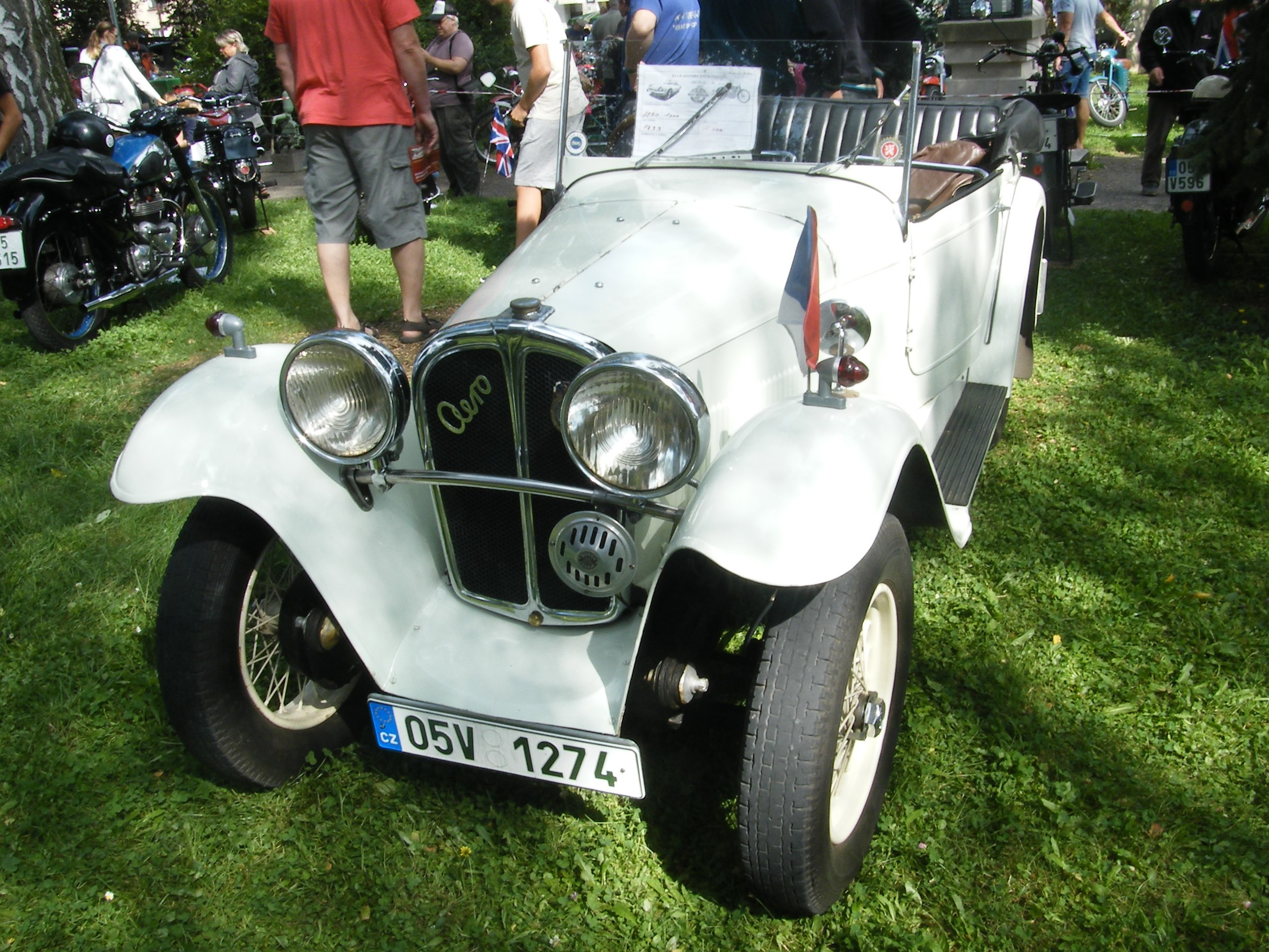
Aero 1000 (1933), roadster
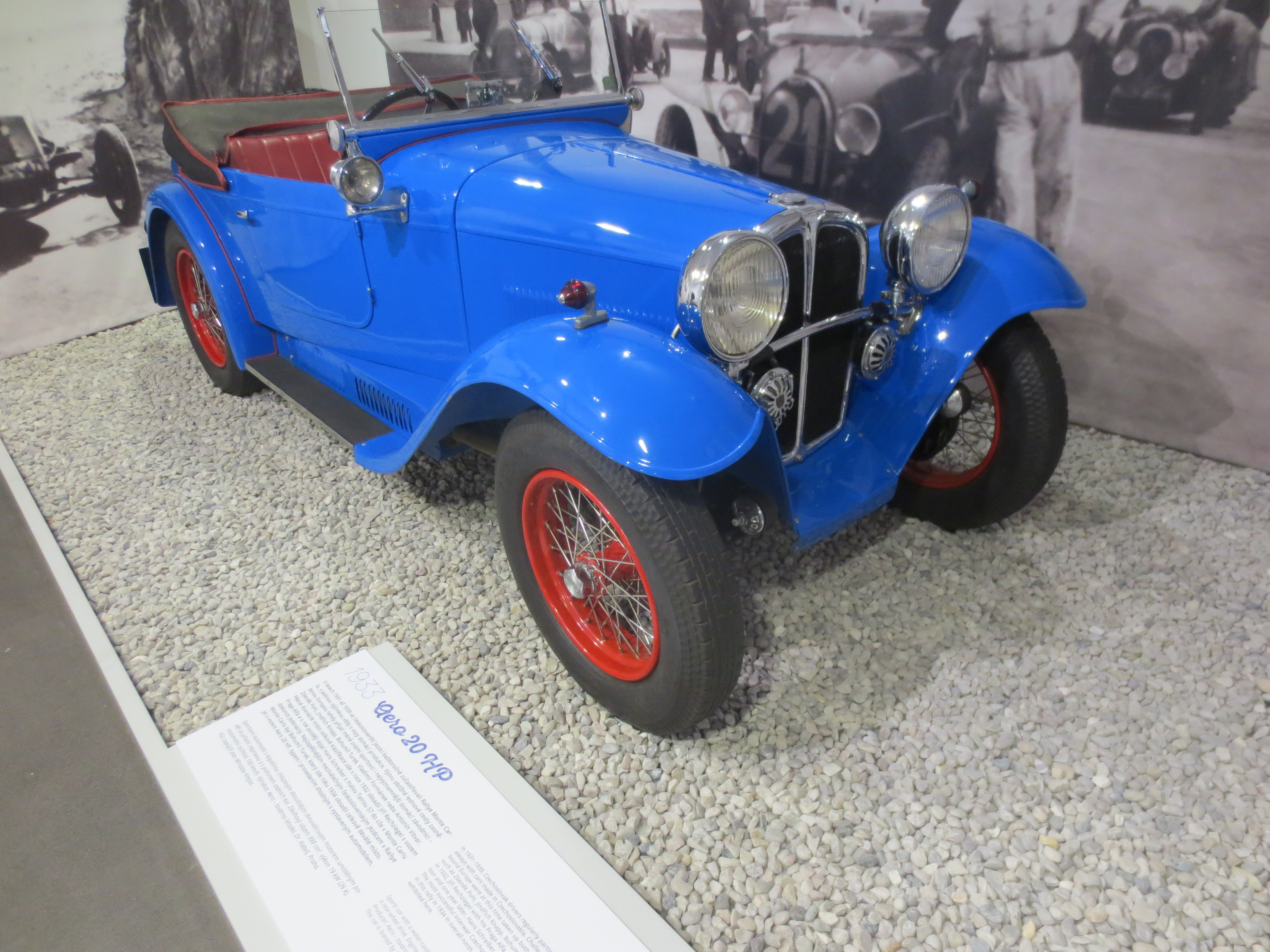
Aero 1000 (Aero 20 HP), roadster na výstavě Vavříny s vůní benzínu, NTM 2021
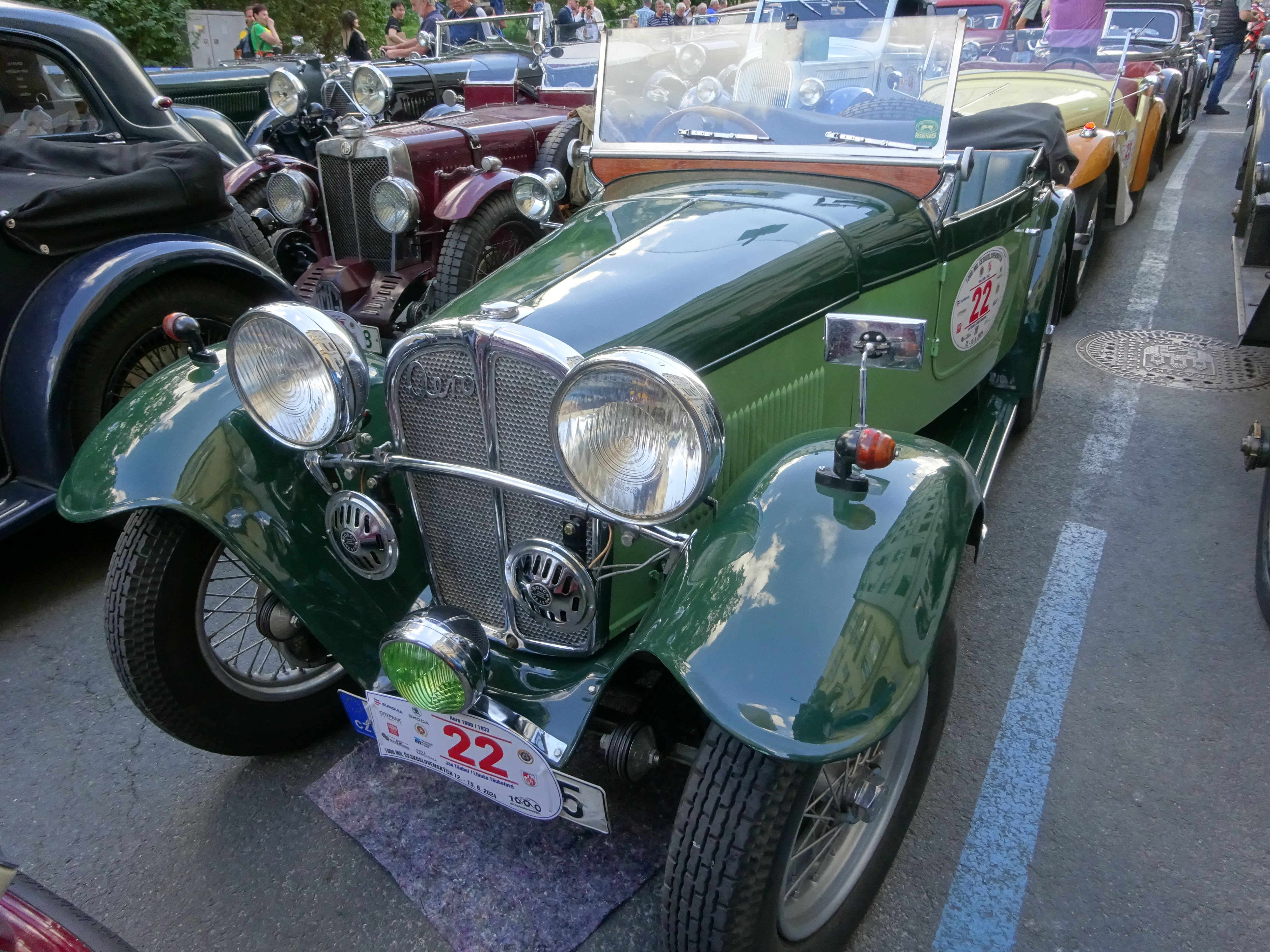
Aero 1000 roadster (1933) na startu 1000 mil čs. 2024
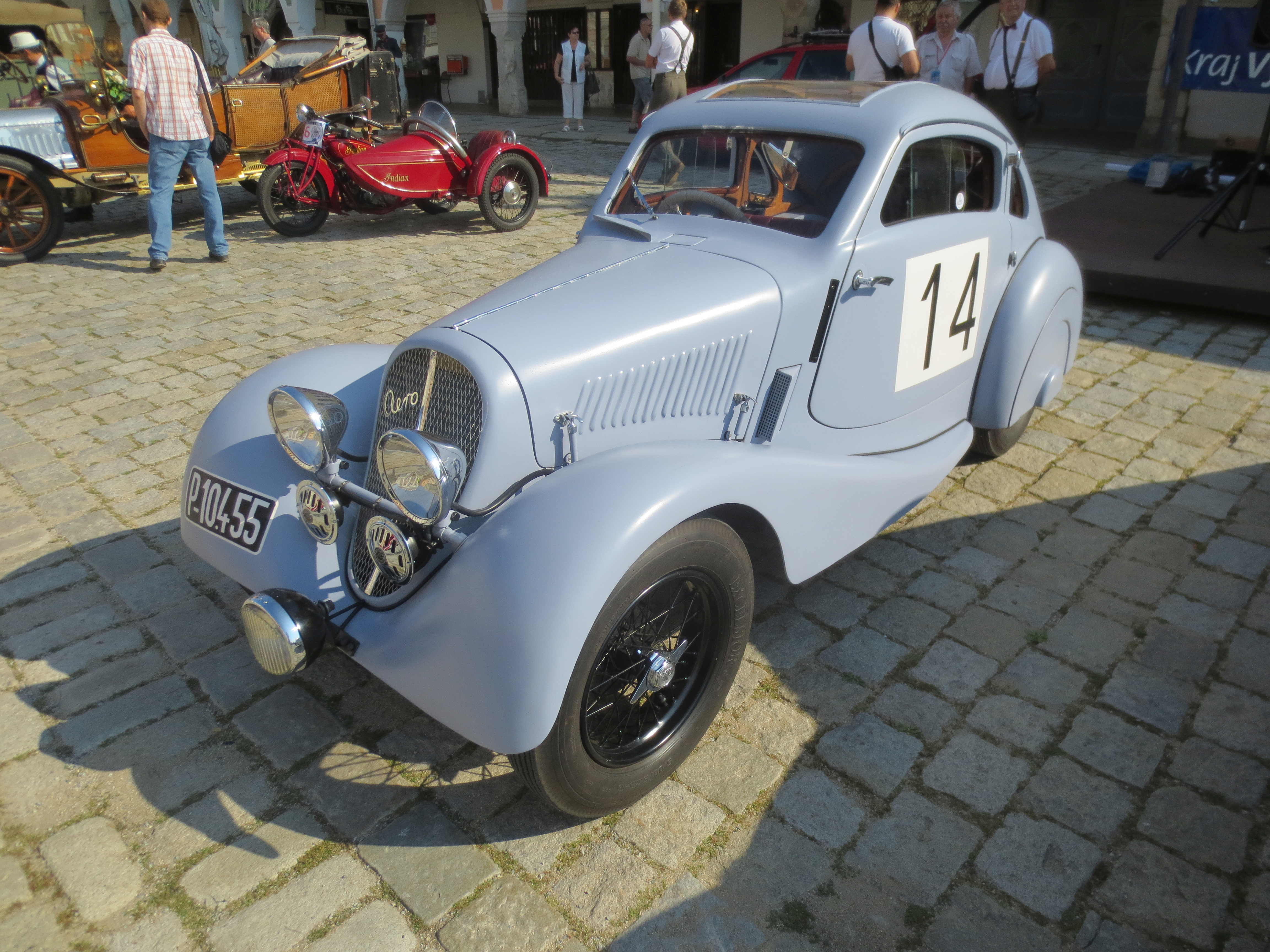
Aero 750 (998 cm³), special coupé Uhlík, 1000 mil 1934
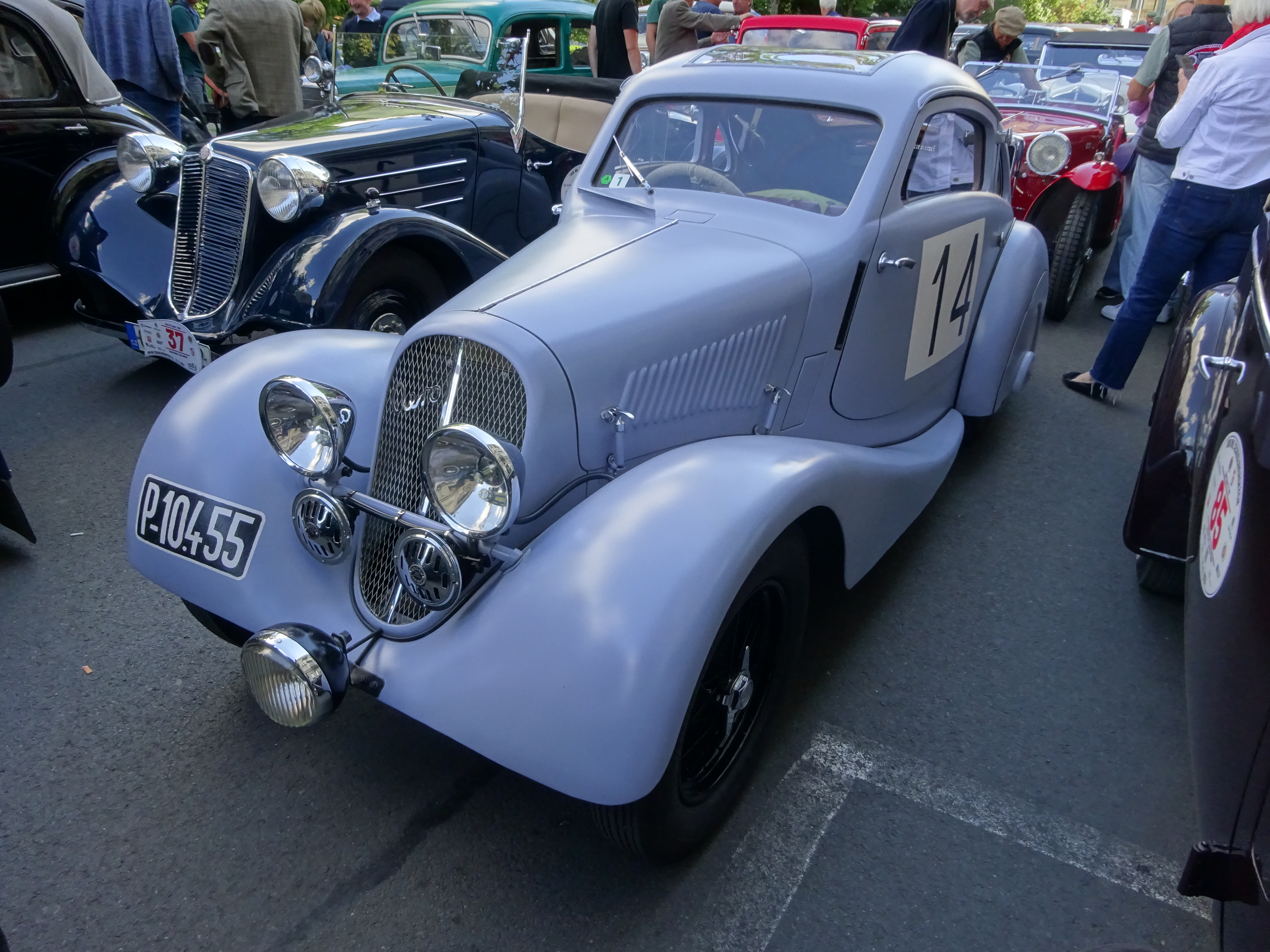
Aero 750, kupé Uhlík (1933), 1000 mil čs. 2024